# 5-Nitro-2-propoxyaniline
La 5-nitro-2-propoxyaniline, aussi connue sous le nom P-4000, est un composé artificiel au pouvoir sucrant très élevé.

## Propriétés physico-chimiques
La 5-nitro-2-propoxyaniline est un composé de formule chimique C9H12N2O3 et sa masse molaire est de 196,20 g/mol. C'est un solide orange légèrement soluble dans l'eau (136 mg·l-1). Elle est stable dans l'eau chaude et les solutions acides diluées.
La 5-nitro-2-propoxyaniline possède un pouvoir sucrant 4 000 plus sucré que le sucre de table (sur une base massique). C'est de cette propriété qu'elle tire son deuxième nom : P-4000. 
Son pouvoir sucrant n'est plus que de 2 300 sur une base molaire relative à une solution de saccharose à 2 %.

## Toxicité
À cause de sa toxicité potentielle, la 5-nitro-2-propoxyaniline a été interdite aux États-Unis par la FDA. L'ajout de ce composé dans les aliments est considéré comme une adultération sur la base du code fédéral de 1950 (15 FR 321).